# カツサンド

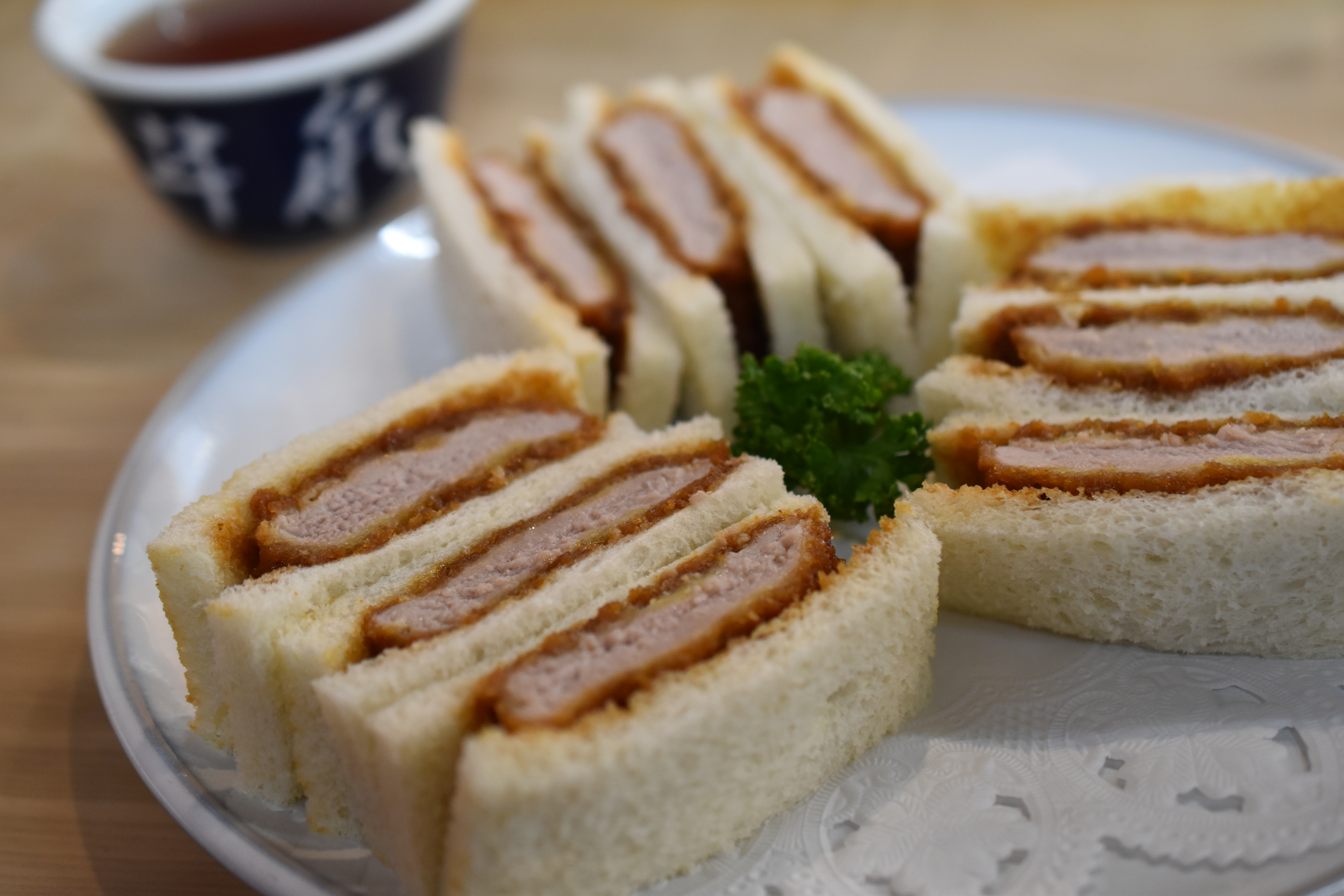
井泉の元祖かつサンド

カツサンド・かつサンドは、カツレツ（主に豚カツ）をパンで挟んだサンドイッチで、材料や調理のバリエーションが多く存在する（後述）。
価格や量が手頃であることから、手間をかけずに食べられる軽食や弁当ともされ、東京駅の駅弁や羽田空港の空弁ともなっている。

## 歴史
カツサンドは、1935年（昭和10年）に東京上野のとんかつ店「井泉」にて当時の女将の石坂登喜がハムサンドイッチをヒントに発案したとされ、正式には「かつサンド」と呼ばれていた。当時の井泉は花柳界の芸者衆がよく利用していたため、口紅が取れずに食べられるよう小さなパンを特注して作っていたほか、箸で切ることのできる、肉を丁寧に叩いた柔らかいカツを売り物にしていた。

## 製法
典型的なカツサンドは、食パンに豚カツを挟み、長方形や三角形に切り分けられて供される。味付けはとんかつソースで、からしも用いられる。パンはトーストする場合としない場合がある。千切りのキャベツが一緒に挟まれることも多い。
東京では表参道に本店のある「まい泉」（詳細は井泉を参照）の「ヒレかつサンド」や、秋葉原に本店がある「肉の万世」の「万かつサンド」が知られており、テレビ番組や映画撮影のロケ弁として取り上げられることも少なくない。まい泉のカツサンドにはヒレカツ、肉の万世の万かつサンドにはロースカツがそれぞれ使われている。
カツサンドは、他のカツ料理と同じく「試験や勝負に勝つ」という旨の目的に絡めて食べられることもある。

## カツサンドの種類

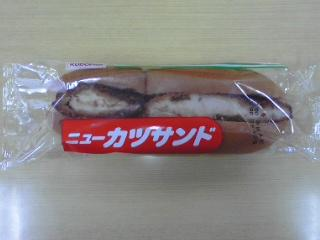
コッペパンとチキンカツを使用した
製品（ニューカツサンド）

食パン以外のパンを使用するもの、牛カツやチキンカツなどを使用するもの、味付けを変えたもの、他に野菜なども使用するものなど種類が多く、地域による差異もある。
青森県では、コッペパンにチキンカツをはさんだものが「カツサンド」として定着している（詳細は工藤パンを参照）。
名古屋市とその周辺では「味噌カツサンド」が各所で販売されており、ウスターソースを使用したものは「ソースカツサンド」と呼ぶことがある。
関西では牛カツを使用したカツサンドも多く、豚カツを使ったものは「豚カツサンド」と呼ぶこともある。味付けを変えた「油味噌かつサンド」を販売している。
アメリカのインディアナ州には、豚ロースのカツをバンズに挟んだポーク・テンダーロイン・サンドイッチが存在する。
丸型のバンズを用いたカツサンドは日本でもハンバーガーショップなどで販売されており、豚カツ以外にチキンカツやメンチカツ、エビカツなども使用される。